# Aldo Tamborelli
Aldo Tamborelli (Roma, 1944) è un compositore, chitarrista e paroliere italiano.

## Biografia
Negli anni Sessanta, Tamborelli scrive i testi di alcune canzoni pop come Nella mia stanza (Rita Pavone) e La scogliera (Maria Luisa Catricalà). Collabora, in seguito, con Cinzia De Carolis, Cicciolina e Scialpi. 
Nel 1978 contribuisce al lavoro di Patty Pravo Miss Italia, in qualità di chitarrista. 
Compone numerose colonne sonore negli anni Ottanta e Novanta. Redige varie partiture per i lungometraggi di Antonio Margheriti e di Ninì Grassia. 

## Discografia parziale

### Paroliere
- Se fai così (Roby Ferrante)
- Il cacciatore (Maria Luisa Catricalà)
- La casa in riva al fiume (Maria Luisa Catricalà)
- Nella mia stanza (Rita Pavone)
- La scogliera (Maria Luisa Catricalà)
- Il ballo dell'orso (Rita Pavone)
- L'ultimo addio (Fausto Cigliano)
- La spiaggia è vuota (Melissa)
- Il vizio (Maria Luisa Catricalà)
- La vigna (Maria Luisa Catricalà)
- Il mio amore (Donatella Moretti)
- Compagno mio (Cinzia De Carolis)
- E il vento soffia (Toni Pagano)
- Labbra (Cicciolina)
- Tarzan, Tarzan (Elisabetta Viviani)
- La gamba floscia (Marco Messeri)
- Rocking Rolling (Scialpi)

### Compositore
- Tornado
- I sopravvissuti della città morta
- Il fascino sottile del peccato
- La puritana
- Il burattinaio
- Omicidio al telefono

### Strumentista
- Miss Italia (Patty Pravo)
- Paolo Frescura
- Colonna (Maurizio Colonna)
- Mare mosso (Rosalba Congedo)